# Karl-Markus Gauß

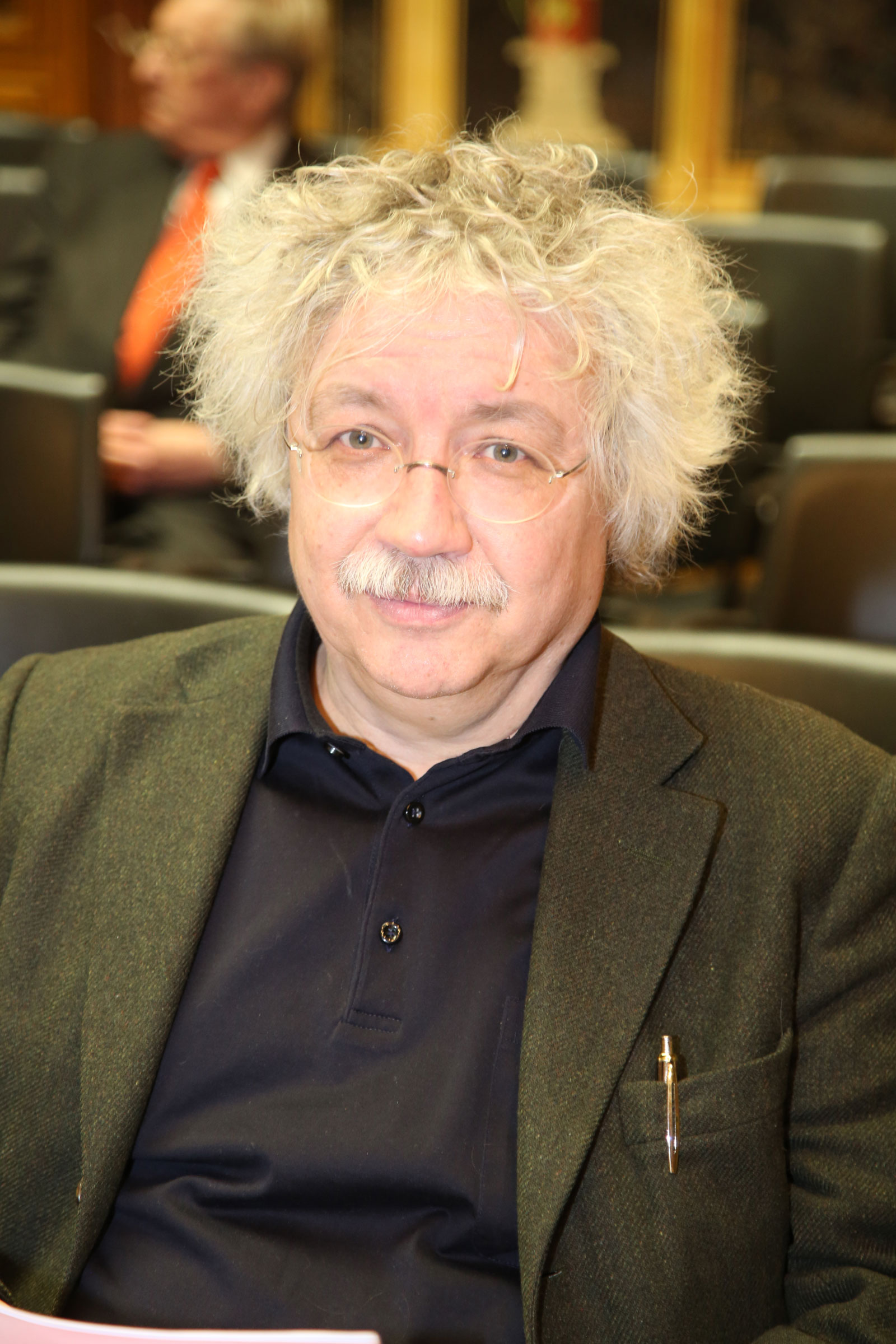
Karl-Markus Gauß (autor: Franz Johann Morgenbesser, Vienna, Austria)

Karl-Markus Gauß (* 14. května 1954, Salcburk) je rakouský esejista, novinář, spisovatel, vydavatel a literární kritik.

## Biografie
Narodil se jako nejmladší ze čtyř synů učiteli srbochorvatštiny, novináři a vydavateli novin pro dunajské Šváby ('Donauschwaben') Adalbertu Karlu Gaussovi (1912, Bačka Palanka–1982, Salcburk). V jeho rodině se hovořilo maďarsky, srbochorvatsky a také švábským dialektem němčiny. Vystudoval učitelskou aprobaci germanistika–historie v rodném Salcburku. Od roku 1991 je šéfredaktorem literárního časopisu Literatur und Kritik.
Za svoji literární tvůrčí činnost obdržel četná ocenění.

### Přehled děl v originále (výběr)

#### Publicistika, próza
- Der Alltag der Welt: Zwei Jahre, und viele mehr. Wien: Zsolnay Verlag, 2015. 336 S.
- Das Erste, was ich sah.[10] Wien: Paul Zsolnay Verlag, 2013. 108 S.
- Ruhm am Nachmittag. Wien: Zsolnay Verlag, 2012. 285 S.
- Im Wald der Metropolen. Wien: Zsolnay Verlag, 2010. 304 S.
- Die fröhlichen Untergeher von Roana: Unterwegs zu den Assyrern, Zimbern und Karaimen. Wien: Zsolnay Verlag, 2009. 160 S.
- Die versprengten Deutschen: Unterwegs in Litauen, durch die Zips und am Schwarzen Meer. Wien: Zsolnay Verlag, 2005. 235 S.
- Die Hundeesser von Svinia. Wien: Zsolnay Verlag, 2004. 120 S.
- Von nah, von fern: Ein Jahresbuch. Wien: Zsolnay Verlag, 2003. 263 S.
- Mit mir, ohne mich: Ein Journal. Wien: Zsolnay Verlag, 2002. 356 S.
- Die sterbenden Europäer: Unterwegs zu den Sorben, Aromunen, Gottscheer Deutschen, Arabereshe und den Sepharden von Sarajewo. Wien: Zsolnay Verlag, 2001. 260 S.
- Der Mann, der ins Gefrierfach wollte: Albumblätter. Wien: Zsolnay Verlag, 1999. 120 S.
- Ins unentdeckte Österreich: Nachrufe und Attacken. Wien: Zsolnay Verlag, 1998. 184 S.

#### Literární věda
- Lob der Sprache, Glück des Schreibens. Salzburg: Otto Müller Verlag, 2014. 123 S.
- Gauß, Karl-Markus; Geist, Till (vyd.). Der unruhige Geist: Rudolf Geist. Eine Collage. Salzburg: Otto Müller Verlag, 2000. 210 S. (Tato práce se zaobírá literátem Rudolfem Johannesem Geistem)[11][12]
- Gauß, Karl-Markus; Pollack, Martin. Das reiche Land der armen Leute: Literarische Wanderungen durch Galizien. Wien, München: Jugend & Volk, 1992. 262 S.
- Die Vernichtung Mitteleuropas : Essays. Klagenfurt: Wieser Verlag, 1991. 209 S.
- Tinte ist bitter: Literarische Porträts aus Barbaropa. Klagenfurt, Salzburg: Wieser Verlag, 1988. 160 S.
- Wann endet die Nacht: Über Albert Ehrenstein: Ein Essay. Zürich: Edition Moderne, 1986. 141 S.

### České překlady
- Vymírající Evropané : putování za Sefardy do Sarajeva, za Němci z Kočevje, za Arbereši, za Lužickými Srby a Arumuny (orig. 'Die sterbenden Europäer'). Praha: Vitalis, 2003. 197 S. Překlad: Zlata Kufnerová

### Slovenské překlady (výběr)
- Európska abeceda (orig. 'Europäisches Alphabet'). 1. vyd. Bratislava: Kalligram, 2004. 168 S. Překlad: Zdenka Beckerová a Etela Farkašová